# Зоолошки врт Дар ес Салам
Зоолошки врт Дар ес Салам је зоолошки парк у Дар ес Саламу у Танзанији. Зоолошки врт се налази у округу Кигамбони у источном делу града, 37 km од центра Дар ес Салама. Овај зоо врт је најпознатији због тога што садржи многе животиње ендемске у Танзанији, укључујући, али се не ограничавајући на зебре, крокодиле, антилопе, корњаче, газеле, мајмуне, хијене, лавове, леопарде, змије, и неколико врста птица. Постоји и део за децу са тобоганима, љуљашкама и пењалицама. Зоолошки врт Дар ес Салам такође поседује базен за децу и тинејџере до 15 година. Зоо врт даје могућност странцима и мештанима да се приближе животињама и имају интеракцију са неким од животиња, као што су мајмуни, коњи, магараци и камиле. Река Нгува је такође једна од највећих атракција овог зоо врта, обезбеђује воду и погодну климу за природну вегетацију тако привлачећи различите врсте атрактивних птица, лептира и других животиња. То је један од највећих зоо вртова у источној Африци.